# 天山报春
天山报春（学名：Primula nutans）为报春花科报春花属下的一个种。